# Чемпіонат Польщі з хокею 1958—1959
Чемпіонат Польщі з хокею 1959 — 24-ий чемпіонат Польщі з хокею, чемпіоном став клуб Легія Варшава.

## Підсумкова таблиця
| М  | Команда              | І  | Ш      | О  |
| -- | -------------------- | -- | ------ | -- |
| 1. | Легія Варшава        | 14 | 113:24 | 26 |
| 2. | Гурник (Катовіце)    | 14 | 96:24  | 26 |
| 3. | ЛКС (Лодзь)          | 14 | 64:61  | 16 |
| 4. | Баїлдон (Катовіце)   | 14 | 64:51  | 15 |
| 5. | Подгале (Новий Тарг) | 14 | 47:52  | 12 |
| 6. | Старт (Катовіце)     | 14 | 41:61  | 9  |
| 7. | П'яст (Цешин)        | 14 | 30:83  | 8  |
| 8. | КТХ Криниця          | 14 | 28:145 | 0  |

## Фінал
- Легія Варшава — Гурник (Катовіце) 5:0